# 헬크
《헬크》(Helck)는 나나오 나나키에 의해 만들어진 일본의 만화 작품이다. 《우라 선데이》(쇼가쿠칸) 및 《망가원》(쇼가쿠칸)에서 2014년 5월 5일부터 2017년 12월 4일까지 매주 월요일에 연재되었다.
니코니코 정화에서 《TIADIUM》나 《ACARIA》 등을 연재하고 있는 나나오 나나키의 프로 데뷔 작품이다. 원래는 우라 선데이가 2013년에 개최한 "제2회 연재 투고 토너먼트"의 응모 작품의 하나였지만, 종합 2위가 되어 연재가 되었다. 이것에 나나오는 응모한 까닭은 힘 시험으로, '우승 노리자!'라고는, 생각하지 않았다고 말했다.
2015년, 다빈치와 niconico가 주최하는 다음에 올 만화대상·앞으로 팔아 주었으면 하는 만화 부문에서 8위를 수상했다.
2017년, Web 만화를 대상으로 한 만화상 '100만명이 선택한 정말 재미있는 WEB코믹은 이것이다!'·남자편에서 5위를 수상했다.
연재 종료 후인 2022년 2월에는 미디어 믹스로서 애니메이션화와 신장판의 발매가 발표되었다.

## 줄거리
마계의 어느 나라. 한 용사의 손에 의해 마왕이 쓰러져 인간계는 "이제 마왕을 겁먹지 않는다"고 웃는 얼굴이 흘러넘쳤다. 한편, 마계에서는, 쓰러진 마왕의 후계를 결정하기 위해, 새 마왕의 자리를 건 토너먼트가 개최되고 있었다. 그런 가운데, 대회의 책임자가 부상했기 때문에, 제국 사천왕 적(赤)의 바밀리오는 대역으로서 책임자를 맡게 된다. 대회 예선의 참가자를 평가하는 바밀리오의 눈에 띈 것은 이번 대회의 우승 후보인 인간의 용사 헬크였다. 바밀리오는 대회의 부책임자인 혼에게 왜 마족과 적대하고 있는 인간을 참가시키고 있는지 묻는다. "인간이 미워", "인간 멸하자"라고 대략 인간의 용사라고는 생각되지 않는 발언을 하는 헬크에 대해, 뭔가 뒤가 있을 것임에 틀림없다고 우려하는 바밀리오였지만, 헬크의 목적을 찾지 못하고 있었다 . 어쨌든, 헬크를 패배시키기 위해, 바밀리오와 혼은 다양한 방해를 시도하는 것이었다.

## 등장인물
- 헬크(Helck)

성우 - 코니시 카츠유키, 마츠모토 사라(소년 시절)
전투 레벨 99. 인간인 용사. 새 마왕을 결정하는 대회에 어떤 까닭으로 참가해 결승까지 진출한다, 수수께끼의 게이트에 버밀리오와 함께 빨려 들어가다가 어딘가로 날아가 버린다.
- 버밀리오(Vermilio)

성우 - 코마츠 미카코
전투 레벨 78. 연기 레벨 2. 제국 사천왕 중 한 명. 통칭 붉은 버밀리오.
- 아즈도라(Azudra)

성우 - 마츠오카 요시츠구
전투 레벨 73. 제국 사천왕 중 한 명이다. 통칭 파 아즈도라.
- 휴라(Hyura)

성우 - 마에다 레나
전투 레벨 50. 불사신이다.
- 도르시(Dorshe)

성우 - 나카시마 타쿠야
전투 레벨 45. 철벽인이다.
- 켄로스(Kenros)

성우 - 요시노 히로유키
전투 레벨 38. 빨리 달린다.
- 혼(Hon)

성우 - 이시다 아키라
사무 레벨 48. 대회의 부책임자다.
- 아스타(Asta)

성우 - 아오키 시키
스파이 레벨 55. 버밀리오 휘하의 첩보원들 가운데 하나.
- 이스타(Ista)

성우 - 시라이시 하루카
스파이 레벨 48. 버밀리오 휘하의 첩보원들 가운데 하나.
- 로코코(Rococo)

성우 - 토쿠이 소라
새 마왕을 가리는 대회의 사회자다.
- 클레스(Cless)

성우 - 오노 모토하루
헬크의 아우로, 마왕 토르를 쓰러뜨린 용사다.
- 피위(Piwi)

성우 - 이자와 시오리
사람의 말을 하는 신기한 생물이다(새처럼 생겼으나 새는 아니다).
- 알리시아(Alicia)

성우 - 콘도 레이나
- 라파에드(Raphaed)

성우 - 미야우치 마츠시
- 미카로스(Mikaros)

성우 - 히라카와 다이스케
- 샬라미(Shalamy)

성우 - 하나모리 유미리
- 에딜(Edil)

성우 - 나나미 히로키
- 젤지온(Zelzion)

성우 - 모리시마 슈타
- 하라올(Haraol)

성우 - 니와 사토시
- 이리스(Iris)

성우 - 아이미
- 마녀

성우 - 유카나

## 서지 정보
- 나나오 나나키 《헬크》 쇼가쿠칸 〈우라 소년 선데이 코믹스〉, 전 12권
  1. 2014년 8월 18일 발매[10], ISBN 978-4-09-125236-4
    - 신장판 2022년 4월 12일 발매[11], ISBN 978-4-09-851077-1

  2. 2014년 12월 12일 발매[12], ISBN 978-4-09-125547-1
    - 신장판 2022년 5월 12일 발매[13], ISBN 978-4-09-851103-7

  3. 2015년 5월 12일 발매[14], ISBN 978-4-09-126138-0
    - 신장판 2022년 6월 10일 발매[15], ISBN 978-4-09-851162-4

  4. 2015년 8월 12일 발매[16], ISBN 978-4-09-126330-8
    - 신장판 2022년 7월 12일 발매[17], ISBN 978-4-09-851196-9

  5. 2015년 11월 12일 발매[18], ISBN 978-4-09-126630-9
    - 신장판 2022년 8월 10일 발매[19], ISBN 978-4-09-851236-2

  6. 2016년 3월 11일 발매[20], ISBN 978-4-09-127024-5
    - 신장판 2022년 9월 12일 발매[21], ISBN 978-4-09-851282-9

  7. 2016년 7월 19일 발매[22], ISBN 978-4-09-127359-8
    - 신장판 2022년 10월 12일 발매[23], ISBN 978-4-09-851337-6

  8. 2016년 11월 18일 발매[24], ISBN 978-4-09-127440-3
    - 신장판 2023년 2월 17일 발매[25], ISBN 978-4-09-851634-6

  9. 2017년 4월 12일 발매[26], ISBN 978-4-09-127587-5
    - 신장판 2023년 4월 18일 발매[27], ISBN 978-4-09-852009-1

  10. 2017년 7월 19일 발매[28], ISBN 978-4-09-127658-2
    - 신장판 2023년 5월 12일 발매[29], ISBN 978-4-09-852063-3

  11. 2017년 11월 15일 발매[30], ISBN 978-4-09-128025-1
    - 신장판 2023년 6월 12일 발매[31], ISBN 978-4-09-852137-1

  12. 2018년 5월 11일 발매[32], ISBN 978-4-09-128294-1
    - 신장판 2023년 7월 12일 발매[33], ISBN 978-4-09-852546-1

## TV 애니메이션
2023년 7월부터 12월까지 닛폰 TV AnichU 시간대 등에서 연속 2쿨로 방송되었다. 나레이션은 이케다 슈이치.

### 스태프
- 원작 - 나나오 나나키(七尾ナナキ)[8]
- 원작 협력 - 코바야시 쇼(小林 翔)[8]
- 감독 - 사토 타츠오(佐藤竜雄)[8]
- 시나리오 - 네모토 토시조(根元歳三), 히로타 미츠타카(広田光毅)[8]
- 애니메이션 캐릭터 디자인 - 데노 요시노리(出野喜則)[8]
- 서브 캐릭터 디자인 - 하야시 나미(林 奈美), 나가사카 칸지(長坂寛治)
- 프롭 디자인 - 타이가 히로유키(大河広行),  하야시 나미(林 奈美)
- 미술 설정 - 타구치 카츠히사(滝口勝久)[8]
- 미술 감독 - 이와세 세이지(岩瀬栄治)[8]
- 색채 설정 - 하세가와 미호(長谷川美穂)[8]
- 촬영 감독 - 시무라 고(志村 豪)[8]
- 편집 - 카네시게 료코(兼重涼子)[8]
- 음향 감독  - 타카마츠 신지(高松信司)[8]
- 음악 - 히라노 요시히사(平野義久)[8]
- 치프 프로듀서 - 나카타니 토시오(中谷敏夫), 비젠지마 미키히토(備前島幹人), 사토 타츠노부(佐藤龍伸)
- 프로듀서 - 이마이 란센(今井蘭泉), 曹聡, 시카마 타이스케(四竈泰介), 우에노 유스케(上野勇介)
- 애니메이션 프로듀서 - 타카노 켄이치(高野健一)
- 애니메이션 제작 - 사테라이트[8]
- 제작 - Helck 제작위원회

### 주제가
It’s My Soul
나나미 히로키에 의한 제1쿨 오프닝 테마. 작사·작곡·편곡은 혼다 마사키.
스타티스(スターチス)
saji에 의한 제1쿨 엔딩 테마. 작사·작곡·편곡은 요시다 타쿠미.
HELP
아이미에 의한 제2쿨 오프닝 테마. 작사는 아이미, 작곡·편곡은 시무라 마시로.
빛(ヒカリ)
카노 에라나에 의한 제2쿨 엔딩 테마. 작사·작곡은 카노 에라나, 편곡은 야마자카 히로코.

### 방영 목록
| 화수   | 제목                                      | 각본            | 그림 콘티         | 연출              | 작화 감독                                                                                        | 총작화 감독                                    | 방송일          |
| ------ | ----------------------------------------- | --------------- | ----------------- | ----------------- | ------------------------------------------------------------------------------------------------ | ---------------------------------------------- | --------------- |
| 제1화  | 勇者ヘルク 용사 헬크                      | 네모토 토시조   | 아이자와 카게츠   | 야마토 나오미치   | 하야시 나미 나가사카 칸지 코구레 리나 쿠노 사요                                                  | 데노 요시노리                                  | 2023년 7월 12일 |
| 제2화  | 運営スタッフのアン 운영 스태프 안         | 네모토 토시조   | 하라 히로시       | 이시야마 타카아키 | 데노 요시노리 나가사카 칸지 우사호리 김도영 오오노 츠토무 후쿠나가 나기사                        | 하야시 나미                                    | 7월 19일        |
| 제3화  | 未知の敵 미지의 적                        | 네모토 토시조   | 아이자와 카게츠   | 이이무라 마사유키 | 송진영 김종범 쿠노 사요 데노 요시노리                                                            | 나가사카 칸지                                  | 7월 26일        |
| 제4화  | 衝撃 충격                                 | 네모토 토시조   | 유카와 마나부     | 소쿠자 마코토     | 하야시 나미 쿠노 사요 김도영 오오노 츠토무 토미타 에리사 후쿠나가 나기사 이케다 타츠야 타카세 겐 | 데노 요시노리                                  | 8월 2일         |
| 제5화  | 孤島の村 외딴섬 마을                      | 네모토 토시조   | 하라 히로시       | 후세 야스유키     | 김명심 이성재 쿠노 사요                                                                          | 나가사카 칸지                                  | 8월 9일         |
| 제6화  | 襲来 습격                                 | 네모토 토시조   | 세토 켄지         | 이이무라 마사유키 | 우사호리 쿠노 사요 김도영 陳力浩 오오노 츠토무 이케다 타츠야 미키 타츠야 후쿠나가 나기사         | 데노 요시노리 하야시 나미                      | 8월 16일        |
| 제7화  | 人間の王 인간의 왕                        | 히로타 미츠타카 | 하츠미다 시요     | 오오세도 사토시   | 김종범 송진영 쿠라카와 히데아키                                                                  | 나가사카 칸지                                  | 8월 23일        |
| 제8화  | 大陸へ 대륙으로                           | 히로타 미츠타카 | 사토 타츠오       | 하마사키 토오루   | 쿠노 사요 김도영 후쿠나가 나기사 이케다 타츠야 타케모리 유카 데노 요시노리 하야시 나미           | 8월 30일                                       |                 |
| 제9화  | 蛮族トースマン 야만족 토스만              | 히로타 미츠타카 | 사이토 노리아키   | 후세 야스유키     | 김성범 김명심                                                                                    | 나가사카 칸지                                  | 9월 6일         |
| 제10화 | 地図を求めて 지도를 구하기 위해서         | 네모토 토시조   | 유카와 마나부     | 이이무라 마사유키 | 리우 윤리우 葉宇静 江湧 朱暁林 蓋春垚 쿠노 사요                                                  | 데노 요시노리 우사호리                         | 9월 13일        |
| 제11화 | 吟遊詩人の唄 음유시인의 노래              | 네모토 토시조   | 사이토 노리아키   | 모리타 켄         | 김종범 송진영 데노 요시노리                                                                      | 나가사카 칸지                                  | 9월 20일        |
| 제12화 | 信じる心 믿는 마음                        | 네모토 토시조   | 하라 히로시       | 요시모토 타케시   | 하세가와 케이 오오노 츠토무 김도영 陳力浩 비트 쿠라카와 히데아키                                 | 데노 요시노리 마루야마 슈지 쿠노 사요 우사호리 | 9월 27일        |
| 제13화 | 弟と共に 남동생과 함께                    | 히로타 미츠타카 | 사토 타츠오       | 후세 야스유키     | 김명심 김종범                                                                                    | 나가사카 칸지                                  | 10월 4일        |
| 제14화 | 傭兵団 용병단                             | 히로타 미츠타카 | 란자키 아카리     | 하마사키 토오루   | 하세가와 케이 오오노 츠토무 김도영 陳力浩                                                        | 데노 요시노리 마루야마 슈지                    | 10월 11일       |
| 제15화 | 勇者の力 용사의 힘                        | 히로타 미츠타카 | 오오세도 사토시   | 모리타 켄         | 송진영 김성범 데노 요시노리 陳力浩 김도영                                                        | 나가사카 칸지                                  | 10월 18일       |
| 제16화 | 覚醒の真実 각성의 진실                    | 히로타 미츠타카 | 사이토 노리아키   | 소쿠자 마코토     | 하세가와 케이 미야 아키히데 김도영 미즈타니 마미코 박가연 서윤주 성원영 조경주                   | 데노 요시노리 마루야마 슈지                    | 10월 25일       |
| 제17화 | 反逆者 반역자                             | 히로타 미츠타카 | 이이무라 마사유키 | 이이무라 마사유키 | 김명심 송진영 데노 요시노리 김도영                                                               | 나가사카 칸지                                  | 11월 1일        |
| 제18화 | 笑顔 웃는 얼굴                            | 히로타 미츠타카 | 사토 타츠오       | 토야마 소         | 하세가와 케이 우츠노 나오미 미야 아키히데 김도영                                                 | 데노 요시노리 마루야마 슈지                    | 11월 8일        |
| 제19화 | 帝国四天王ヴァミリオ 제국 사천왕 바밀리오 | 네모토 토시조   | 하츠미다 시요     | 후세 야스유키     | 송진영 하야시 나미                                                                               | 나가사카 칸지                                  | 11월 15일       |
| 제20화 | 謎の女性 수수께끼의 여성                  | 네모토 토시조   | 사이토 노리아키   | 타나카 료지       | 호리 호노카 고토 레이나 리 샤오레이 顾银秋 杭新华 陈峰 赵小玲 陳力浩                             | 데노 요시노리 나가사카 칸지 마루야마 슈지      | 11월 22일       |
| 제21화 | フェーズ2 2단계                           | 네모토 토시조   | 하라 히로시       | 요시모토 타케시   | 송진영 김명심 하야시 나미                                                                        | 나가사카 칸지                                  | 11월 29일       |
| 제22화 | 解呪 주술을 풀다                          | 네모토 토시조   | 모리 타케시       | 키리시마 코스케   | 우츠노 나오미 오오노 츠토무 김도영 陳力浩                                                        | 데노 요시노리 마루야마 슈지 쿠노 사요          | 12월 6일        |
| 제23화 | 選んだ道 선택한 길                        | 네모토 토시조   | 모리 타케시       | 후세 야스유키     | 송진영 하야시 나미                                                                               | 나가사카 칸지 마루야마 슈지                    | 12월 13일       |
| 제24화 | 希望ある未来へ 희망이 있는 미래에         | 네모토 토시조   | 사토 타츠오       | 토야마 소         | 하세가와 케이 우츠노 나오미 오오노 츠토무 김도영 陳力浩                                          | 데노 요시노리 마루야마 슈지 나가사카 칸지      | 12월 20일       |

| 닛폰 TV AnichU       | 닛폰 TV AnichU | 닛폰 TV AnichU              |
| 이전 작품            | 작품명         | 다음 작품                   |
| -------------------- | -------------- | --------------------------- |
| THE MARGINAL SERVICE | 헬크           | 은하영웅전설 Die Neue These |